# هورست کراتزیگ
هورست کراتزیگ (انگلیسی: Horst Krautzig؛ زادهٔ ۶ ژوئن ۱۹۵۲) بازیکن فوتبال اهل آلمان است.
از باشگاه‌هایی که در آن بازی کرده‌است می‌توان به باشگاه فوتبال اف‌سی فرانکفورت و باشگاه فوتبال انرژی کوتبوس اشاره کرد.